# مقاطعة دافي (كارولاينا الشمالية)
مقاطعة دافي (بالإنجليزية: Davie County)‏ هي إحدى مقاطعات ولاية كارولاينا الشمالية في الولايات المتحدة الأمريكية. مركز المقاطعة أو مقعدها هي مدينة موكسفيل. تأسست هذه المقاطعة سنة 1836.أصل هذه المقاطعة يأتي من: مقاطعة روان.

## أعلام
- أندرو ك. بروك